# Леонид Канторович
Леонид Витаљевич Канторович (рус. Леони́д Вита́льевич Канторо́вич; 19. јануар 1912 — 7. април 1986) био је совјетски математичар. Добитник је Нобелове награде за економију 1975. године заједно са Тјалингом Копмансом „за допринос теорији оптималне алокације ресурса”. Сматра се једним од оснивача линеарног програмирања.